# ویلیج (مجله)
ویلیج (به انگلیسی: Village) یک مجله فرهنگی دربارهٔ اخبار مهم مربوط به ایرلند است. این نشریه که در اکتبر ۲۰۰۴ تأسیس شد و در ابتدا به صورت هفتگی منتشر می‌شد، به دلیل گزارش‌های تحقیقی خود شناخته شده است و خود را «به عنوان یک مجله متمرکز بر سیاست‌ها و نه شخصیت‌ها» توصیف می‌کند. ویلیج توسط وینسنت براون تأسیس شد و چندین سال منتشر می‌شد تا اینکه در نوامبر ۲۰۰۸، تحت سردبیر جدید مایکل اسمیت سرمایه‌گذار سابق مجله، دوباره راه‌اندازی شد. این مجله سالانه ده شماره چاپ می‌کند و حضور آنلاین خود را حفظ کرده است.

## جنجال‌ها و داستان‌های مهم
در سال ۲۰۰۸، دیکلن گانلی، فعال ضد پیمان لیسبون، از این مجله شکایت کرد، اما روند رسیدگی به این پرونده به پایان رسید.
در سال ۲۰۱۰ ویلیج از کوین شهردار شهر دوبلین دعاوی حقوقی دریافت کرد، در خصوص ادعاهایی که ویلیج طرح کرده بود مبنی بر اینکه او نباید در مورد مسائل بلندمرتبه در شهر رأی می‌داد، زیرا او سهامی در دارایی داشت که ممکن بود از تغییرات منتفع شود. در پایان، اسمیت یک شکایت موفقیت‌آمیز را به کمیسیون استانداردهای اداری (SIPO) ارائه کرد اما در سال ۲۰۱۱ متوجه شد که یک نقض جزئی در این شکایت وجود داشته است.
در سال ۲۰۱۲ ویلیج مدعی شد اگر مدیر دادستان عمومی بانکداران و افراد متهم به فساد را به دلیل فساد و سایر جرایم نامبرده تعقیب نکند، خود پیگرد خصوصی را آغاز خواهد کرد، اما این کار را انجام نداد. این سازمان ادعا کرد که قرار بود با جاناتان، مدیر سابق نقدینگی، ابتکاری را علیه بانک یونی‌کردیت به دلیل نقض مقررات دنبال کند، اما نمی‌توانست چون ورشکست شده بود و نمی‌توانست تعهد خود را دنبال کند.
در سال ۲۰۱۴ ویلیج به‌طور انحصاری افشای پرونده ویرایش شده بانک ملی قطر را منتشر کرد که ادعا می‌کرد چهره‌های بلندپایه عمومی و سیاستمداران بر مالکیت حساب‌های بانکی خارج از کشور سرپوش گذاشته بودند.
در سال ۲۰۱۵، ویلیج منحصراً در میان نشریات چاپی متعلق به ایرلند، ادعاهایی را که توسط کاترین مورفی تی دی در مورد نرخ‌های بهره پرداخت شده توسط ثروتمندترین مرد ایرلند، دنیس اوبرایان، به شرکت دولتی ایرلندی توسط بانک ایرلندی رزولوشن کورپوریشن ارائه شده بود، چاپ کرد.
در سال ۲۰۱۶، مایکل مک‌لون، مدیر شهرستان شورای شهرستان سابق دانیگول، پس از چاپ آنچه که ادعا می‌کرد سوگندنامه‌ای بوده که در دادگاه گشوده شده بود، یک دادرسی دادگاه عالی علیه ویلیج را به‌دلیل افترا زدن آغاز کرد که در آن جزئیات ادعاهای متعددی دربارهٔ برنامه‌ریزی در شهرستان دانیگول توسط جرارد کانوی، برنامه‌ریز ارشد شهرستان، مطرح شده بود.
در مارس ۲۰۱۷، ویلیج جلدی جنجالی منتشر کرد که در آن دونالد ترامپ، رئیس‌جمهور ایالات متحده را در کنار تیتر «چرا نه» به تصویر کشید، که مرتبط با سرمقاله‌ای بود که توضیح می‌دهد چرا کشتن ترامپ اشتباه است. این تیتر بازتاب بین‌المللی داشت، به ویژه از رسانه‌های راستگرا، از جمله فاکس نیوز اینسایدر.
در اوت ۲۰۱۹، همکار سابق فعال راست افراطی مجله گما اودوهرتی یک اقدام قانونی را علیه ویلیج آغاز کرد.
در اکتبر ۲۰۲۰، ویلیج مقاله‌ای منتشر کرد که ادعا می‌کرد تانایست لیو وردکار اسناد محرمانه‌ای از جمله پیش‌نویس قرارداد بین مدیر اجرایی خدمات بهداشتی و پزشکان عمومی را افشا کرده است. عکسی از جلد این سند محرمانه فاش شده بود و ادعا می‌کرد که دست خطی که قابل مشاهده است متعلق به لیو وردکار است. این سازمان ادعا کرد که این افشاگری‌ها ممکن است نقض قانون عدالت کیفری (جرایم فساد اداری) ۲۰۱۸، قانون اسرار رسمی ۱۹۶۳ و قانون رفتار اعضای دیل در سال ۲۰۰۲ باشد. هشتگ‌های #لئوگیت و #لئو دلینک پس از انتشار این داستان در شبکه‌های اجتماعی شروع به کار کردند.
در ۱۷ ژوئیه ۲۰۲۱ ویلیج نام "سرباز F" را منتشر کرد، سرباز ارتش بریتانیا که توسط تحقیقات ساویل متهم به تیراندازی به چندین غیرنظامی غیرمسلح در طی یکشنبه خونین (۱۹۷۲) شد. در ماه مه ۲۰۲۲، ویلیج یکی دیگر از شرکت کنندگان، «سرباز جی» سرباز سابق رونالد کوک را به عنوان نامگذاری کرد. این مقاله ادعا می‌کند که کوک در سال ۱۹۸۶ در درگیری در آفریقای جنوبی توسط یک تک تیرانداز کشته شد.